# Blood Mountain
Blood Mountain ist das dritte Studioalbum der US-amerikanischen Progressive-Metal/Sludge-Band Mastodon. Es erschien am 8. September 2006 via Reprise Records. Für das Lied „Colony of Birchmen“ wurde die Band für einen Grammy Award in der Kategorie Best Metal Performance nominiert.

## Entstehung
Im Sommer 2005 wurden Mastodon von Reprise Records, einer Tochterfirma des Major-Labels Warner Music unter Vertrag genommen. Reprise schlug der Band mehrere Produzenten für das Album vor. Die Band jedoch zog es vor, wie beim Vorgängeralbum Leviathan mit Matt Bayles zusammenzuarbeiten. Nach der Teilnahme an der Ozzfest-Tournee begann die Band mit dem Songwriting für das neue Album. Dabei wurden die Musiker von Spielfilmen wie El Topo oder Santa Sangre inspiriert.
Die Aufnahmen fanden in den Studios Studio Litho, Red Room Recording und Jupiter Studio über einen Zeitraum von zwei Monaten statt. Als Gastsänger treten Scott Kelly von der Band Neurosis (bei dem Lied „Crystal Skull“), Josh Homme von der Band Queens of the Stone Age (bei dem Lied „Colony of Birchmen“) sowie Cedric Bixler-Zavala von der Band The Mars Volta (bei dem Lied „Siberian Divide“) auf. Gemischt wurde Blood Mountain von Rich Costey, das Mastering übernahm Vlado Meller. Für die Lieder „The Wolf is Loose“, „Colony of Birchmen“, „Sleeping Giant“ und „Capillarian Crest“ wurden Musikvideos gedreht. Das Albumcover wurde von Paul A. Romano erstellt.

## Hintergrund
Wie bei den beiden Vorgängeralben und dem nachfolgenden Album Crack the Skye stammt das Oberthema von Blood Mountain aus der Vier-Elemente-Lehre. Das Debütalbum Remission beschäftigte sich mit Feuer, Leviathan mit Wasser, Blood Mountain mit Erde und Crack the Skye auf den Aither, der vom griechischen Philosophen Aristoteles als die Quintessenz der vier Elemente bezeichnet wurde. Laut Schlagzeuger Brann Dailor handelt es sich bei Blood Mountain um ein Konzeptalbum.

„Es geht darum, einen Berg hinaufzuklettern und den verschiedenen Dingen, die einem passieren können, wenn du auf einem Berg oder in einem Wald gestrandet und verloren bist. Du verhungerst, bekommst Halluzinationen und triffst auf merkwürdige Kreaturen. Du wirst gejagt.“

Der Protagonist der Geschichte klettert auf den „Blood Mountain“, um einen Kristallschädel zu finden. Während des Liedes „Circle of Cysquatch“ trifft der Charakter auf einen Cysquatch, einen einäugigen Bigfoot, der in die Zukunft sehen kann. Der Cysquatch warnt den Protagonisten auf die Gefahren, die ihn erwarten werden. Schließlich erreicht der Protagonist den Kristallschädel auf der Spitze des Berges, der eine Art Türschwelle in ein anderes Universum darstellt.
Das Lied „Colony of Birchmen“ ist eine Hommage an das Lied „The Colony of Slippermen“ der britischen Band Genesis. Das Lied „Pendulous Skin“ enthält als Hidden Track einen „Fanbrief“, der von Josh Homme gesprochen wurde.

## Rezeption
Petra Schurer vom Metal Hammer hob die Songs hervor, die „von ihrem Detailreichtum und spannenden Passagen leben, in denen sich die Musiker teils gegenseitig bekriegen, teils herrlich ergänzen“. Sie gab dem Album sechs von sieben Punkten. Boris Kaiser vom Magazin Rock Hard bezeichnete Blood Mountain als eins der tollsten Musik-Erlebnisse der letzten Zeit und vergab neun von zehn Punkten.

## Chartplatzierungen
| ChartsChartplatzierungen       | Höchstplatzierung | Wochen |
| ------------------------------ | ----------------- | ------ |
| Deutschland (GfK)              | 96 (3 Wo.)        | 3      |
| Vereinigtes Königreich (OCC)   | 46 (2 Wo.)        | 2      |
| Vereinigte Staaten (Billboard) | 32 (4 Wo.)        | 4      |

Mit Blood Mountain erreichten Mastodon in Deutschland und dem Vereinigten Königreich erstmals den Sprung in die Albumcharts.

## Auszeichnungen
Mastodon wurden für das Lied „Colony of Birchmen“ für den Grammy Award in der Kategorie Best Metal Performance nominiert. Der Preis ging jedoch an die Band Slayer für das Lied „Eyes of the Insane“.
Im Januar 2017 wurde das Album für 60.000 verkaufte Einheiten im Vereinigten Königreich mit einer Silbernen Schallplatte ausgezeichnet.